# João Batista Mota
João Batista da Mota (Ibiraçu, 24 de junho de 1937) é um empresário e político brasileiro que foi senador pelo Espírito Santo.

## Biografia
Filiou-se ao MDB em 1966 e, em 1971, obteve o bacharelado em Direito pela Universidade Federal do Espírito Santo. 
Sua primeira experiência eleitoral porém só ocorreria em 1982, quando foi eleito prefeito de Serra, pelo PMDB, legenda da qual se desligou ao final dos anos 1980 para ingressar no PSDB, figurando como um dos três deputados federais eleitos pela agremiação "tucana" em 1990. Seu mandato foi interrompido ao ser eleito prefeito de Serra pela segunda vez, em 1992.
No pleito de 1998 foi eleito suplente do senador Paulo Hartung e, após a eleição deste para governador, em 2002, foi efetivado no mandato.